# Amtsgericht Wissen
Das Amtsgericht Wissen war ein preußisches Amtsgericht mit Sitz in Wissen, Rheinprovinz.

## Geschichte
Seit 1849 bestanden in Preußen Kreisgerichte. Das Kreisgericht Neuwied war dem Justizsenat Ehrenbreitstein nachgeordnet. Im Rahmen der Reichsjustizgesetze wurden diese Gerichte 1879 aufgehoben. Das königlich preußische Amtsgericht Wissen wurde mit Wirkung zum 1. Oktober 1879 als eines von 14 Amtsgerichten im Bezirk des Landgerichtes Neuwied im Bezirk des Oberlandesgerichtes Frankfurt am Main gebildet. Der Sitz des Gerichts war die Stadt Wissen. Sein Gerichtsbezirk umfasste aus dem Landkreis Altenkirchen die Bürgermeisterei Gebhardshain und die Bürgermeisterei Wissen ohne den Teil, der dem Amtsgericht Waldbröhl zugeordnet war. Am Gericht bestand 1880 eine Richterstelle. Das Amtsgericht war damit ein kleines Amtsgericht im Landgerichtsbezirk. Gerichtstage wurden in Gebhardshain gehalten. Mit dem Preußischen Gesetz über die Neugliederung von Gerichtsbezirken im Bereich der Oberlandesgerichte Frankfurt a. M., Hamm und Köln vom 23. Juni 1933 wurde das Landgericht Neuwied aufgehoben. Das Amtsgericht Wissen wurde dem neu eingerichteten Landgericht Siegen zugeordnet.
Nach dem Zweiten Weltkrieg wurde das Land Rheinland-Pfalz geschaffen und die Gerichtsorganisation neu geordnet. Das Amtsgericht Wissen kam damit zum Landgericht Koblenz. Im Jahre 1967 wurden die Amtsgerichte Kirchen, Daaden und Wissen zum Amtsgericht Betzdorf zusammengelegt.